# Grič pri Dobličah
Grič pri Dobličah je naselje u slovenskoj Općini Črnomelju. Grič pri Dobličah se nalazi u pokrajini Dolenjskoj i statističkoj regiji Jugoistočnoj Sloveniji. 

## Stanovništvo
Prema popisu stanovništva iz 2002. godine naselje je imalo 77 stanovnika.